# RRRrrrr!!!
RRRrrrr!!! is een Franse komische film uit 2004, van en met Alain Chabat. Verder met onder andere Gérard Depardieu en Joey Starr. 

## Verhaal
Het verhaal speelt zich af tijdens de prehistorie. De stam van de Schone Haren (België: Propere Haren) kampt met twee problemen: de stam van de Vette Haren doet er alles aan om de formule van de door de Schone Haren gebruikte shampoo te ontdekken, daarnaast worden de Schone Haren geconfronteerd met de eerste misdaad in de geschiedenis van de mens.